# Lygodactylus waterbergensis
Lygodactylus waterbergensis är en ödleart som beskrevs av  Jacobsen 1992. Lygodactylus waterbergensis ingår i släktet Lygodactylus och familjen geckoödlor. Inga underarter finns listade i Catalogue of Life.